# Americký hip-hop
Americký hip-hop uvádí seznam některých rapperů, známých ve Spojených státech, kde hip hop vznikl během 60. a hlavně na konci 70. a začátku 80. let 20. století v černošských ghettech a odkud se rozšířil do všech částí světa. 
Dnes[kdy?] se rozděluje americký hip-hop na čtyři hlavní kategorie:
- East Coast – východní pobřeží USA, zejména město New York. Nejznámějšími rappery jsou 50 Cent, Jay-Z a Wu-Tang Clan.
- West Coast – západní pobřeží USA, hlavně stát Kalifornie, oblast kolem Los Angeles. Mezi nejznámější rappery patří Dr. Dre a Ice Cube (oba známí svým gangsta rapem), Snoop Dogg, Game a další.
- Dirty South (Southern Rap) – jihovýchod USA, města Atlanta, Miami, Dallas a Houston. Nejznámější představitelé jsou Lil Jon, T.I. a Lil Wayne.
- Midwest – středozápad Spojených států, města Detroit a Chicago. Nejvíce známí představitelé jsou Eminem, Kanye West a Nelly.

## Seznam nejznámějších rapperů podle oblastí

### East coast
- A Tribe Called Quest
- Beastie Boys
- Busta Rhymes
- Capone-N-Noreaga (Capone a N.O.R.E.)
- Cormega
- Craig Mack
- D-Block
- De La Soul
- Diddy
- DMX
- EPMD
- Eric B. & Rakim
- Fabolous
- Fat Joe
- Gang Starr
- G-Unit (50 Cent, Tony Yayo a Lloyd Banks)
- Ja Rule
- Jadakiss
- Jay-Z
- KRS One
- Lil Kim
- LL Cool J
- Many Feels
- Memphis Bleek
- Missy Elliott
- Mobb Deep (Havoc a Prodigy)
- Mos Def
- Nas
- Nicki Minaj
- Naugthy by Nature
- Onyx
- Papoose
- Pete Rock & C.L. Smooth
- Public Enemy
- Redman
- Run-D.M.C.
- Swizz Beatz
- Talib Kweli
- Terror Squad
- The Diplomats (Cam'ron, Jim Jones a Juelz Santana)
- The Notorious B.I.G.
- Will Smith
- Wu-Tang Clan

### Midwest
- Atmosphere
- Black Milk
- Bone Thugs-n-Harmony
- Common
- D12
- Eminem
- Kanye West
- Kid Cudi
- Nelly
- Murphy Lee
- Obie Trice
- Royce Da 5'9
- Slum Village
- Trick Trick

### Dirty South
- 8Ball & MJG
- Ace Hood
- B.o.B
- Birdman
- Blood Raw
- Crime Mob
- David Banner
- Devilish Trio
- Freddie Dredd
- Chamillionaire
- Juvenile
- Lil Flip
- Lil Jon
- Lil Scrappy
- Lil Wayne
- Ludacris
- Mike Jones
- Pastor Troy
- Paul Wall
- Petey Pablo
- Phonkmasta
- Pitbull
- Plies
- Rick Ross
- Slim Thug
- T.I.
- Three 6 Mafia
- Trick Daddy
- UGK
- Ying Yang Twinz
- Young Buck
- Young Jeezy

### West coast
- Above the Law
- Coolio
- Cypress Hill (B-real)
- Da Eastsidaz
- Dilated peoples
- E-40
- Ice-T
- MC Hammer
- N.W.A (Dr. Dre, Eazy-E, Ice Cube, MC Ren a DJ Yella)
- Outlawz
- Snoop Dogg
- Tha Dogg Pound (Daz Dillinger a Kurupt)
- The D.O.C.
- Game
- Tupac Shakur
- Warren G
- Westside Connection
- Xzibit
- Ya Boy